# آدم هنري
آدم هنري (بالإنجليزية: Adam Henry)‏ هو لاعب كرة قدم أمريكية أمريكي، ولد في 27 أبريل 1972 في بومونت في الولايات المتحدة.